# Acrantophis
Acrantophis Jan, 1860 è un genere di serpenti della famiglia Boidae, endemico del Madagascar.

## Tassonomia
Comprende due specie:
- Acrantophis dumerili Jan, 1860 - boa di Dumeril
- Acrantophis madagascariensis (Duméril & Bibron, 1844) - boa del Madagascar